# Otvoreni skup (astronomija)
Otvoreni skup je grupa mladih zvijezda nastala iz istog molekularnog oblaka. Skupovi mogu sadržavati od desetak do nekoliko tisuća zvijezda koje su slabašno povezane gravitacijskim utjecajem. Kuglasti skupovi su, za razliku od otvorenih skupova, grupe zvijezda čvrsto povezane gravitacijskim utjecajem.
Otvoreni skupovi se nalaze samo u spiralnim i nepravilnim galaksijama u kojima se događa proces aktivne formacije zvijezda. Većina otvorenih skupova je mlađa od sto milijuna godina. Zbog slabe gravitacijske povezanosti, otvoreni skupovi se brzo raspadaju zbog interakcije s oblacima plina, prašine i drugih zvijezda.
Veoma mladi otvoreni skupovi mogu sadržavati ostatke molekularnog oblaka iz kojeg su nastale. Sjaj mladih zvijezda se odražava od tih oblaka pa se oni vide kao odrazne maglice. Intenzivno zračenje mladih zvijezda razbija te oblake i zato su oni kratka vijeka.

## Povijest promatranja
Najsjajnije grupe zvijezda poput Plejada poznate su od davnina. Ostali su bili poznati kao mutne zvijezde ili magličasti objekti. Do otkrića teleskopa priroda tih magličastih objekata je bila nepoznata. Tek su teleskopi pokazali da se radi o grupacijama zvijezda. 
Promatranja skupova zvijezda pokazala su da postoje dvije vrste skupova. Prvi su okrugli i vrlo gusti skupovi koji se nalaze u približnom sferoidnom oblaku oko središta Mliječne staze. Druga vrsta skupova je bila nepravilna oblika i ne tako gusta. Prva vrsta skupova su prozvani kuglastima, a druga vrsta otvorenim skupovima. Ponekad se još koristi i naziv galaktički skup jer se oni nalaze u ravnini diska Mliječne staze.
Vrlo rano se otkrila fizička povezanost zvijezda u otvorenim skupovima. John Michell, misionar iz 18. stoljeća, izračunao je da je šansa da zvijezde, gledane sa Zemlje, izgledaju kao Plejade tek 1:496.000. Kako je astrometrija postajala preciznija tako se otkrilo da zvijezde otvorenih skupova imaju jednako stvarno gibanje kroz prostor. Spektroskopske metode kasnije su otkrile da otvoreni skupovi imaju slične radijalne brzine. Time je otkriveno da su zvijezde iz otvorenih skupova nastale u istoj grupi.

## Svojstva

### Nastanak otvorenih skupova
Sve zvijezde nastale su u otvorenim skupovima. Veliki oblak prašine i plina s masom nekoliko desetina sunčeve urušit će se i formirati više zvijezda, a ne samo jednu masivnu. 
Formiranje otvorenih skupova započinje urušavanjem dijela molekularnog oblaka, gust oblak plina i prašine s masom nekoliko tisuća puta većom od Sunčeve. Mnogi faktori mogu izazvati urušavanje oblaka ili dijela oblaka koji će izazvati formiranje otvorenog skupa. Među te faktore ubrajamo udarne valove izazvane obližnjom eksplozijom supernove ili sudar s drugim molekularnim oblakom. Kada se oblak počne urušavati pojavit će se u njemu gušće grude materijala. Te grude će se dijeliti u sve manje i manje grudice i na kraju će to rezultirati nastankom zvijezda. Vjeruje se da u našoj galaksiji svakih nekoliko tisuća godina nastane jedan otvoreni skup.
Kada skup nastane, mlade, sjajne i najmasivnije zvijezde (koje pripadaju spektralnim klasama O i B) počet će zračiti ogromne količine UV zračenja. Zračenje uzrokuje brzu ionizaciju ostatka molekularnog oblaka iz kojeg su nastale zvijezde. Ionizacija uzrokuje nastanak H II regija. Zvjezdani vjetrovi masivnih zvijezda i radijacijski pritisak tjeraju te oblake dalje od otvorenog skupa. Za nekoliko milijuna godina otvoreni skup će doživjeti prvu eksploziju supernove koja će ubrzati istjerivanje plina iz skupa. Nakon nekoliko desetaka milijuna godina u otvorenom skupu neće više biti plina. U tipičnom slučaju na formiranje otvorenog skupa se potroši tek 10% dostupnog materijala. Nije neobično naći nekoliko otvorenih skupova nastalih iz istog molekularnog oblaka.

### Morfologija
Među otvorenim skupovima moguće je naći primjerke s tek nekoliko zvijezda razbacanih po velikom prostoru ili kao suprotnost, guste skupove s nekoliko tisuća članova. Tipičan skup se sastoji od relativno guste jezgre, okružene koronom rjeđe raspoređenih zvijezda. Jezgra skupa se u prosjeku proteže na 3 do 4 svjetlosne godine, dok se korona može protezati i do 20. Prosječna gustoća zvijezda u skupu je oko 15 zvijezda po kubnom parsecu. Prosječna gustoća zvijezda u okolici Sunca je 0.03 zvijezde po kubnom parsecu, a u kuglastim skupovima gustoća može biti i 1000 zvijezda po kubnom parsecu.
Otvoreni skupovi su često klasificirani metodom koju je razvio Robert Trumpler 1930. godine. Trumplerova se shema klasifikacije sastoji od rimskog broja I do IV koji označava koncentriranost i izdvojenost otvorenog skupa od pozadinskih zvijezda (od jake do slabe izdvojenosti), arapskog broja 1 do 3 koji opisuje raspon u sjaju zvijezda otvorenog skupa (1 je najmanji raspon, 3 najveći) i slova p, m ili r koje opisuje količinu zvijezda, tako da skup može biti siromašan (poor), umjeren (medium) ili bogat (rich) zvijezdama. Slovo n govori je li skup umotan u maglicu. 
Prema Trumplerovoj klasifikaciji, Plejade pripadaju tipu I 3 r n, tj. veoma izdvojen i koncentriran s velikom razlikom u sjaju među zvijezdama, velikim brojem zvijezda i pripadajućom maglicom. Obližnje Hijade su klasificirane kao II 3 m, (manje koncentriran, velika razliku u sjaju i umjereno bogat).

### Broj i raspored
Postoji oko 1000 poznatih otvorenih skupova u našoj galaksiji ali njihov stvaran broj možda je i deset puta veći. U spiralnim galaksijama otvoreni skupovi se mogu pronaći u spiralnim krakovima, gdje je gustoća plina i prašine najveća kao i intenzitet formiranja zvijezda. Otvoreni skupovi su snažno koncentrirani uz ravninu diska galaktike s visinskom skalom od 180 svjetlosnih godina što je neznatno vezano uz promjer galaktike od 100.000 svjetlosnih godina. 
U nepravilnim galaksijama, otvoreni skupovi su nasumično razbacani premda je njihova koncentracija najveća uz guste oblake prašine i plina. U eliptičnim galaksijama formiranje zvijezda je prestalo u davnoj prošlosti pa one ne sadrže otvorene skupove. 
U našoj galaksiji mlađi otvoreni skupovi se nalaze bliže središtu, gdje su plimne sile jače i molekularni oblaci gušći. Stariji otvoreni skupovi nalaze se u vanjskim dijelovima galaksijskog diska.

### Zvjezdani sastav
Kako se otvoreni skupovi rasprše prije nego što zvijezde u njima dosegnu naprednije evolucijske stadije, svjetlošću otvorenih skupova dominira svjetlost mladih, plavih zvijezda. Te zvijezde su najmlađe i najmasivnije te je njihov životni vijek tek nekoliko desetaka milijuna godina. Stariji otvoreni skupovi zato sadrže većinom žute zvijezde. 
Kada potroše sav vodik koji pokreće nuklearnu fuziju u njima, zvijezde male ili srednje mase odbacuju vanjske omotače i tako stvaraju planetarne maglice. Sve što ostane iza zvijezde je bijeli patuljak koji se polako hladi. U otvorenim skupovima se često pojavljuje manjak bijelih patuljaka s obzirom na masu i starost skupa. Vjeruje se da kad crveni div odbaci svoj omotač val plina izgura bijelog patuljka zajedno s plinom.

### Proučavanje evolucije zvijezda
Kada se za otvoreni skup napravi Hertzsprung-Russellov dijagram može se uočiti da većina zvijezda pripada glavnom nizu. Najmasivnije zvijezde u skupu već su počele evoluirati u crvene divove i nalaze se u gornjem desnom dijelu grafa. Zato se linija grafa lomi i skreće prema gornjem desnom kutu. Prema položaju loma linije može se odrediti starost skupa. 
Kako su sve zvijezde iz jednog skupa napravljene od veoma sličnog materijala to je odličan poligon za promatranje evolucije zvijezda. Razlika u sjaju između zvijezda u pojedinom skupu onda je direktno vezana uz njihovu masu.
Promatranjem količine elemenata poput litija i berilija moguće je naslutiti o procesima u unutrašnjosti zvijezda. Proučavanje količine tih elemenata također može dati naznake o starosti skupa.
Studije su pokazale da je količina litija i berilija mnogo manja nego što teoretski modeli predviđaju. Razlog ovog nepoklapanja još nije poznat.

### Sudbina otvorenih skupova
Mnogi otvoreni skupovi su nestabilne formacije. Interakcije s okolnim zvijezdama i molekularnim oblacima mijenjaju putanje pojedinih zvijezda i one napuštaju skup. Mali otvoreni skupovi gdje je brzina oslobađanja manja od prosječne brzine zvijezda traju samo nekoliko milijuna godina. 
Skupovi s dovoljno mase da zadrže zvijezde ostaju cijeli nekoliko desetaka milijuna godina, ali kroz vrijeme i njih rasprši kombinacija unutarnjih i vanjskih utjecaja. U unutrašnje faktore se ubrajaju bliski prolasci pojedinih zvijezda. Bliski susreti mogu uzrokovati izbacivanje jedne od zvijezda. Otvoreni skupovi tako mogu ispariti kroz vrijeme. Vanjski utjecaji na skup su druge zvijezde i sudari s molekularnim oblacima. U prosjeku svakih pola milijarde godina jedan kuglasti skup se sudari s molekularnim oblakom. Gravitacijske plimne sile uzrokovane takvim sudarom uzrokuju raspršenje skupa. Vrijeme kroz koje će se skup održati ovisi o njihovoj početnoj masi. Masivniji skupovi duže odolijevaju utjecajima i vrijeme trajanja njihovog poluživota je oko 150 do 800 milijuna godina. 
Kada se otvoreni skup raspadne iza njega će ostati grupa zvijezda sa sličnim smjerom kretanja i brzinama. Takve grupe zvijezda se zovu zvjezdane asocijacije, pokretni skupovi ili pokretna grupa. Najsjajnije zvijezde u zviježđu Veliki medvjed primjer su takve grupe - Ursa Major moving group.

## Otvoreni skupovi kao daljinomjeri
Promatranje obližnjih otvorenih skupova čije udaljenosti znamo dovoljno precizno može poslužiti za stvaranje metode kojom je moguće odrediti udaljenosti ostalih skupova. Uspoređujući HR dijagram obližnjeg otvorenog skupa i nekog udaljenijeg moguće je procijeniti približnu udaljenost daljeg skupa. Takva metoda korisna je i pri određivanju udaljenosti galaktika u Lokalnoj grupi jer su otvoreni skupovi lako uočljivi.